# Хідіш
Хідіш (рум. Hidiș) — село у повіті Біхор у Румунії. Входить до складу комуни Помезеу.
Село розташоване на відстані 395 км на північний захід від Бухареста, 41 км на південний схід від Ораді, 101 км на захід від Клуж-Напоки, 138 км на північний схід від Тімішоари.

## Населення
За даними перепису населення 2002 року у селі проживала 421 особа, усі — румуни. Усі жителі села рідною мовою назвали румунську.